# Moleyuru, Heggadadevankote
Moleyuru là một làng thuộc tehsil Heggadadevankote, huyện Mysore, bang Karnataka, Ấn Độ.